# Leptophryne cruentata

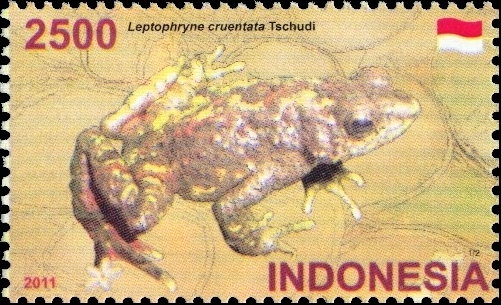
Sello postal de Indonesia (2011) con la imagen de Leptophryne cruentata.

Leptophryne cruentata es una especie de anfibios de la familia Bufonidae endémica del oeste de Java (Indonesia). Se encuentra en peligro crítico de extinción debido al drástico declive en la población causado por la erupción del Monte Galunggung en 1982. 